# شاتو إكوين
شاتو إكوين هو شاتو تاريخي يقع في بلدة إكوين 20 كم شمال مدينة باريس، فرنسا.